# (15860) Siráň
(15860) Siráň, désignation internationale (15860) Siran, est un astéroïde de la ceinture principale.

## Description
(15860) Siran est un astéroïde de la ceinture principale. Il fut découvert le 20 avril 1996 à Modra par Adrián Galád et Dušan Kalmančok. Il présente une orbite caractérisée par un demi-grand axe de 2,38 UA, une excentricité de 0,09 et une inclinaison de 7,9° par rapport à l'écliptique.

## Compléments